# Oroscopa cordobensis
Oroscopa cordobensis là một loài bướm đêm trong họ Erebidae.